# Badmaanyambuugiin Bat-Erdene
Badmaanyambuugiin Bat-Erdene, né le 7 juin 1964 à Khentii, est un judoka et homme politique mongol.
Il participe aux tournois de judo des Jeux olympiques d'été de 1988 à Séoul et des Jeux olympiques d'été de 1992 à Barcelone où il est éliminé à chaque fois au second tour en catégorie poids lourds, et des Jeux olympiques d'été de 2000 à Sydney où il est éliminé au premier tour en catégorie poids lourds. Lors de ces trois Jeux, il est le porte-drapeau de la délégation mongole lors de la cérémonie d'ouverture.
Membre du Parti du peuple mongol, il est député au Grand Khoural d'État depuis 2004. Il est candidat à l'élection présidentielle de 2013.